# Jean-Marc Germain
Jean-Marc Germain (ur. 12 czerwca 1966 w Lyonie) – francuski polityk, deputowany do Zgromadzenia Narodowego, poseł do Parlamentu Europejskiego X kadencji.

## Życiorys
Ukończył studia w École polytechnique. Zaangażował się w działalność polityczną w ramach Partii Socjalistycznej. Pracował w administracji rządowej, początkowo jako ekonomista w departamencie prognoza w resorcie gospodarki i finansów. Później m.in. zatrudniony w biurze premiera Lionela Jospina. Od 2003 był zastępcą dyrektora ds. usług w administracji metropolii Lille, a od 2005 dyrektorem ds. usług w administracji miejskiej Lille. W 2008 został szefem sztabu Martine Aubry, pełniącej wówczas funkcję pierwszego sekretarza Partii Socjalistycznej. W 2012 powołany na sekretarza krajowego PS ds. zatrudnienia i pracy.
W latach 2012–2017 sprawował mandat posła do Zgromadzenia Narodowego XIV kadencji. W 2017 wszedł w skład tymczasowego kolegialnego kierownictwa partii. Zawodowo związany z instytutem statystycznym INSEE (jako doradca dyrektora generalnego), został też wykładowcą w École des Ponts ParisTech. W 2021 wybrany w skład rady regionu Île-de-France.
W 2024 z ramienia skupionej wokół PS koalicji uzyskał mandat deputowanego do PE X kadencji.

## Życie prywatne
Żonaty z Anne Hidalgo, z którą ma syna.